# Huancabamba (Huancabamba)
Huancabamba ist die Hauptstadt der Provinz Huancabamba in der Region Piura in Nord-Peru. Sie ist Verwaltungssitz des gleichnamigen Distrikts. Die Stadt hatte im Jahr 2017 7031 Einwohner. 10 Jahre zuvor lag die Einwohnerzahl bei 6852.

## Geographische Lage
Die Stadt Huancabamba liegt in der peruanischen Westkordillere auf einer Höhe von 1929 m. Der Oberlauf des Río Huancabamba passiert die Stadt in südlicher Richtung. Die Regionshauptstadt Piura liegt 130 km westlich von Huancabamba. Zur Staatsgrenze zu Ecuador sind es 37 km.